# Sonntagsversammlung
Die Sonntagsversammlung (englisch Sunday Assembly) bezeichnet eine Versammlung nichtreligiöser Menschen, die von den britischen Komikern Sanderson Jones und Pippa Evans im Januar 2013 in London erstmals durchgeführt wurde. Die Versammlung hat in erster Linie das Ziel, konfessionslose Menschen zusammenzubringen und ihnen ein positives Gemeinschaftserlebnis zu bieten, das auf Bezüge zu religiösen Vorstellungen verzichtet. Das Motto der Sunday Assembly lautet: „Live better, help often and wonder more“ – auf Deutsch etwa „Lebe besser, hilf oft, staune mehr“ bzw. „Lebe besser, hilf oft, denk mehr nach“.

## Aktivitäten
Sanderson Jones und Pippa Evans knüpften bei ihrer Konzeption der Sonntagsversammlungen durchaus an christliche Kirchen an, jedoch ohne sich dabei auf den Glauben an einen Gott zu beziehen. „Aber ich dachte mir: Wenn ich in meinen Schuhen einen Stein finde, schmeiß ich ja auch nicht die Schuhe weg, sondern den Stein. Also flog bei unserer Assembly einfach Gott raus“, so Jones.
Während der Sonntagsversammlungen hören die Besucher kurze Vorträge von Sprechern, die durch ihre eigene Arbeit in wissenschaftlichen oder philosophischen Bereichen Bekanntheit erlangt haben, singen gemeinsam Popsongs und knüpfen Kontakte zu anderen „Gemeindemitgliedern“. In den angelsächsischen Gemeinden wird vorwiegend englischsprachiges Liedgut gespielt, beispielsweise von Stevie Wonder und Queen. In den deutschen Gemeinden werden sowohl deutsche als auch englische Texte verschiedener Interpreten gesungen. Es werden philosophische und naturwissenschaftliche Texte vorgetragen.
Obwohl die Sonntagsversammlung sich in erster Linie an nichtreligiöse Menschen richtet, sind auch religiöse Menschen ausdrücklich zum Besuch eingeladen: „Jede und jeder ist willkommen, unabhängig von seinem Glauben – dies ist ein Ort der Liebe, der für Offenheit und Akzeptanz steht.“
Laut einem Bericht der Evangelischen Zentralstelle für Weltanschauungsfragen hat der Gründer die Londoner Assembly als Reaktion auf das Brexit-Votum und den Wahlsieg des US-Präsidentschaftskandidaten Donald Trumps verlassen. Jones wolle nun „neue Orte der Liebe und Toleranz“ schaffen, hieß es. „Alles, was ich tun möchte, ist, Menschen dabei zu helfen, radikale Räume zu schaffen, in denen wir uns in unserer Menschlichkeit verbinden können“, so der Assembly-Gründer.

## Lokale Versammlungen
Die bisher mehr als 150 Tochter-Versammlungen müssen eine grundlegende Satzung (Charta) akzeptieren. Die Charta legt die Prinzipien der Sonntagsversammlung und einige Regeln dar, die wenigstens einige Zeit lang befolgt werden müssen. Bis Oktober 2014 wurden lokale Versammlungen in Großbritannien, den USA, Australien, Deutschland, Frankreich, Belgien, den Niederlanden und Ungarn gegründet. In Berlin fanden bis Juni 2015 zehn Sonntagsversammlungen statt. Die deutsche Assembly-Initiative wurde anfangs vom Humanistischen Verband Deutschlands gefördert. Zurzeit gibt es deutsche Veranstaltungen in Hamburg und gefördert vom Bund für Geistesfreiheit in München.

## Geschichte
Die Komiker Sanderson Jones und Pippa Evans etablierten die erste Sonntagsversammlung in Nord-London im Januar 2013. Dabei wollten „beide etwas wie eine Kirche machen, aber ohne Gott.“ Die erste Veranstaltung, die von über 300 Menschen besucht wurde, fand in einer profanierten Kirche in Islington statt. Auf Grund der begrenzten Ausmaße dieses Veranstaltungsortes wurden die weiteren Treffen in der Conway Hall der Conway Hall Ethical Society in London abgehalten. Seither finden die Veranstaltungen zweimal monatlich mit bis zu 600 Teilnehmern statt.
Im Oktober 2013 initiierte Sunday Assembly eine Kampagne zur Schwarmfinanzierung auf Indiegogo mit dem Ziel, 500.000 Pfund einzunehmen.
Mit diesem Geld wurde eine digitale Plattform aufgebaut, die wiederum das Wachstum der Organisation fördern sollte.
Die Plattform ist so gestaltet, dass sie als Hilfsmittel für Menschen dienen kann, die ihre eigene Versammlung ins Leben rufen und sich mit anderen vernetzen möchten.

## Kritik
Das Internet-Magazin Salon.com berichtete über eine Aussage von Sanderson Jones, dieser erwarte nicht viel Kritik von religiösen Gemeinschaften. Diese seien froh, dass „wir ihr Modell von Kirche verwenden.“ Allerdings hielt er es für möglich, dass „aggressivere Atheisten damit ein Problem haben könnten.“ Kimberly Winston vom Religion News Service stellte fest, dass manche Menschen hinter den Sonntagsversammlungen eine Methode zum Geldverdienen vermuteten. Der nordirische Abgeordnete im britischen Unterhaus William McCrea, ein Geistlicher der Freien Presbyterianische Kirche, bezeichnete die Versammlung als „in hohem Maße unangemessen“.
Sanderson Jones entgegnete Kritik an der Sonntagsversammlung mit den Worten: „Ich [denke] nicht, dass es in irgendeiner Form etwas grundsätzlich Elitäres an sich hat, wenn Menschen zusammenkommen, um Lieder zu singen, über sich selbst nachzudenken und ihre Gemeinschaft zu stärken. Aber wir freuen uns darauf, dass Menschen an allen möglichen Orten [die Sonntagsversammlungen] auf alle möglichen Arten organisieren, so dass sie auf alle möglichen Menschen anziehend wirken.“